# Department of Corrections (Neuseeland)
Das Department of Corrections, in Maori Ara Poutama Aotearoa, ist ein Public Service Department (Behörde des öffentlichen Dienstes) in Neuseeland, das für den Strafvollzug im Lande zuständig ist.

## Der Strafvollzug
Das Department of Corrections gab Stand August 2018 an, mit rund 8000 Bediensteten in über 151 Einrichtungen und 18 Gefängnissen  für rund 9000 bis 10.000 Gefängnisinsassen in Neuseeland zuständig zu sein und Probleme mit rund 30.000 Tätern in der Gesellschaft zu bewältigen.

## Geschichte
In der Gesellschaft der Māori existierte die Gefängnishaft als eine Form der Bestrafung nicht und unter Europäern war die Bestrafung in Form von Geldstrafe, Kerker, Auspeitschungen, Deportation oder Exekution bekannt. Die ersten Gefängnisse in Neuseeland wurden in den 1840er Jahren in Russell, Hokianga, Auckland, Wellington, Akaroa, Nelson, New Plymouth und Whanganui aus Holz errichtet und als 1853 Neuseeland in Provinzen mit eigener Provinzregierung aufgeteilt wurde, ging die Verantwortung für die Verwaltung der Gefängnisse an die jeweiligen Provinzregierungen über. 1878 gab eine Statistik 641 Gefangene in vier zentralen Gefängnissen und 343 Gefangene in rund 30 kleineren Gefängnissen an, sowie 70 Gefangene die lokal eingesperrt waren.
In Folge der Abschaffung der Provinzen im Jahr 1876 wurde auch der Strafvollzug in den Gefängnissen standardisiert und wieder zentral in die Verantwortung der Kolonialregierung gegeben. Doch besser wurde der Strafvollzug für die Inhaftierten nicht. Basierend auf den Vorstellungen des britischen Prison Commissioner Edmund Frederick Du Cane sollte das Leben in den Gefängnissen härter sein als außerhalb. Deshalb wurden die Verpflegungsrationen gekürzt, das Rauchen verboten und die Kommunikation unterhalb der Gefängnisinsassen eingeschränkt. Doch trotz der abschreckenden Maßnahmen, die 1880 von dem ersten Inspekteur für Gefängnisse, Arthur Hume, eingeführt wurden, stieg die Kriminalitätsrate des Landes weiter an. Als Hume 1909 in den Ruhestand ging, wurde unter dem Minister of Justice John Findlay der Strafvollzug reformiert und die Wiedereingliederung in die Gesellschaft mehr in den Vordergrund gerückt.
Eine weitere Reform zur Verbesserung des Strafvollzugs wurde in den 1950er Jahren durchgeführt, litt aber darunter, dass die Kriminalitätsrate weiter anstieg und die Verurteilungen zu überfüllten Gefängnisse führten. Drogen, Gangbildung und Gewalt in den Gefängnissen war die Folge.
Seit der Gründung des Department of Corrections im Jahr 1995 steht die Rehabilitation der straffällig Gewordenen und die öffentliche Sicherheit im Vordergrund der Aktivitäten der Behörde. Ziel der Behörde ist es, die Anzahl der Wiederstraffälligen um 25 % zu reduzieren, was bei Erreichen des Ziels 600 Häftlinge weniger bedeuten würde und rund 18.500 Menschen weniger Opfer einer Straftat werden würden. Das Ziel hatte sich das Department für das Jahr 2017 gesetzt und verweist Stand August 2018 auf seiner Webseite leider immer noch darauf.

## Gefängnisse
Das Department of Corrections verwaltet Gefängnisse an folgenden Standorten in Neuseeland:
- Northland Region Corrections Facility – in Kaikohe, im Far North District, in der Region Northland
- Auckland Prison – nordwestlich des Stadtzentrums von Auckland
- Mt Eden Corrections Facility – im Stadtteil Mount Eden von Auckland
- Auckland Region Women's Corrections Facility – im Stadtgebiet des Manukau Ward in Auckland
- Auckland South Corrections Facility – in Wiri, im Stadtgebiet des Manukau Ward in Auckland
- Spring Hill Corrections Facility – in Te Kauwhata, im Waikato District, in der Region Waikato
- Waikeria Prison – in der Nähe von Te Awamutu, im Waipa District, in der Region Waikato
- Tongariro Prison – in Tūrangi, im Taupō District, in der Region Waikato
- New Plymouth Remand Centre – in New Plymouth, im New Plymouth District, in der Region Taranaki
- Whanganui Prison – in Wanganui, im Whanganui District, in der Region Manawatu-Wanganui
- Hawke's Bay Regional Prison – in der Stadt Napier, in der Region Hawke’s Bay
- Manawatu Prison – im Stadtteil Linton der Stadt Palmerston North, in der Region Manawatu-Wanganui
- Rimutaka Prison – in der Stadt Upper Hutt, in der Region Wellington
- Arohata Prison – in der Stadt Wellington, in der Region Wellington
- Christchurch Men's Prison – in Christchurch, in der Region Canterbury
- Christchurch Women's Prison – in Christchurch, in der Region Canterbury
- Rolleston Prison – in Rolleston, im Selwyn District, in der Region Canterbury
- Otago Corrections Facility – in Milburn, im Clutha District, in der Region Otago
- Invercargill Prison – in der Stadt Invercargill, in der Region Southland